# Ernst Veser
Ernst Veser (* Januar 1946 in Schüller/Eifel; † 1997 in Köln) war ein deutscher Politikwissenschaftler, Professor und Regierungsberater.

## Leben
Veser legte 1974 die Prüfung als Kürschnermeister ab, betrieb lange Zeit ein eigenes Pelzgeschäft (Pelz Milde). Jedoch verkaufte er das Unternehmen und widmete sich der Bildung. Von 1975 bis 1981 studierte er Politik und Soziologie an der Universität zu Köln, die er als Diplom-Pädagoge abschloss. Von 1987 bis 1989 war er als wissenschaftlicher Mitarbeiter von Horst Bahro (Mitgründer der Fernuniversität Hagen) an der Universität zu Köln tätig. 1991 wurde er zum Dr. paed. promoviert, 1996 für Politikwissenschaften habilitiert. Danach bekam er dort von 1993 bis 1996 einen Lehrauftrag und wurde 1997 zum Rektor ernannt. Er leitete die „Dokumentationsstelle über die portugiesischsprachigen Länder Afrikas“ am Seminar für Sozialwissenschaften, Abteilung Politikwissenschaft. Zu seinen Forschungsthemen gehörte u. a. der Semi-Präsidentialismus, für dessen Erforschung er internationale Anerkennung bekam. 
Veser fungierte auch als Regierungsberater in den USA während der Regierungsperiode von US-Präsident Bill Clinton und in Taiwan zur Regierungszeit von Präsident Lee Teng-hui. Neben zahlreichen Publikationen entwickelte er mit Jürgen Zepp das Konzept des Planspiels, welches eine Methode zur Simulation komplexer realer (soziotechnischer) Systeme darstellt. 
Ernst Veser lebte in Köln, war verheiratet und hatte eine Tochter. 

## Veröffentlichungen (Auswahl)
- Die Reorganisation des Parteiensystem in Brasilien 1979. Ein Beitrag zur Diskussion der Redemokratisierung in Lateinamerika. Lang, Frankfurt am Main, 1993, ISBN 3-631-45563-1 (= Dissertation).
- mit Horst Bahro: Das semipräsidentielle System – „Bastard“ oder Regierungsform sui generis? - The semi-presidential system – 'bastard' or form of government sui generis?. 1995.
- Semipräsidentielles Regierungssystem und institutionelle Effizienz im Prozess der Transformation. Eine empirisch-systematische Studie am Beispiel Portugals von 1974 bis 1992. Lang, Frankfurt am Main 1999, ISBN 3-631-34494-5 (= Habilitationsschrift)
- Semi-Presidentialism – Duverger's Concept – A New Political System Model. In: Journal of Social Sciences and Philosophy. 1999, Nr. 1, S. 39–60 PDF.
- Horst Bahro, Ernst Veser: Das semipräsidentielle System – „Bastard“ oder Regierungsform sui generis? In: Zeitschrift für Parlamentsfragen. Band 26, Nr. 3, 1995, ISSN 0340-1758, S. 471–485, JSTOR:24227102.
- Veser, Bahro, Bayerlein: Duvergers's Concept: Semipresidental Government Revisited. In: European Journal of Political Research. 34; 201-4, 1998.
- Legitimation: The Assembleia da Repùblica & the Presidente da Republica. In : Portugese Reviews.
- Zur Veränderung der sowjetischen Politik im südlichen Afrika am Beispiel Angolas. In: Revista internacional de estudos africanos. Ausgaben 14-15.10, S. 65-87 (1991).
- Zur Veränderung der sowjetischen Außenpolitik im südlichen Afrika am Beispiel Angolas. In: Lusorama 10, 1989.
- Auswahlbiographie: Literatur/Belletristik in den fünf Staaten. In: DASP-Hefte. Ausgabe 15, 1988.